# Sassacus paiutus
Sassacus paiutus là một loài nhện trong họ Salticidae.
Loài này thuộc chi Sassacus. Sassacus paiutus được Willis J. Gertsch miêu tả năm 1934.